# مجزرة عائلة أبو عودة
مجزرة عائلة أبو عودة هي مجزرةٌ ارتكبها سلاح الجوّ الإسرائيلي حينما أغارَ على منازل المدنيين في حي الأمل غرب خانيونس جنوب القطاع من اليوم الثالث عشر من أيام العدوان الإسرائيلي على قطاع غزة في التاسع عشر من أكتوبر 2023. هذه المجزرة من ضمن عدة مجازر وقعت خلال عملية طوفان الأقصى. تسبّبت هذه المجزرة الإسرائيليّة والتي استهدفت منطقة حيوية في استشهاد العديد من سكان المنطقة وثلاث وعشرين شخصاً من عائلة أبو عودة.

## المجزرة
في مساء اليوم التاسع عشر من العدوان الإسرائيلي على قطاع غزة، وبالتزامن مع القصف الإسرائيلي المتواصل على كافة مناطق القطاع أغارت طائرات الإحتلال الإسرائيلي على منطقة سكنية مأهولة بالسكان دون أي تحذير أو إبلاغ. وما إن تعرضت المنطقة للقصف بصواريخ ثقيلة حتى تحولت إلى ركام فوق رؤوس أصحابها. تمكنت سيارات الإسعاف من انتشال جثامين 23 مواطناً من عائلة واحدة عدا عن الجرحى والمصابين الذين تجاوز عددهم الخمسين من عائلات اخرى في البيوت مجارة .

## خلفية الحدث
في ساعاتِ الصباح الأولى من يوم السابع من أكتوبر 2023 أطلقت حركة المقاومة الإسلامية حماس عبر ذراعها العسكري كتائب الشهيد عز الدين القسام عملية طوفان الأقصى وذلك ردًا على الاعتداءات الإسرائيلية وتدنيس الأقصى والاستمرار في الاستيطان كما أكّد على ذلك محمد الضيف القائد العام للقسّام والذي أعطى إشارة انطلاق العمليّة التي شهدت اقتحامًا من المقاومين لمستوطنات غلاف غزة ونجحوا في قتلِ عدد كبيرٍ من الجنود الإسرائيلين وأسر عشرات آخرين كما استطاعوا خلال ساعات قطع عشرات الكيلومترات ووصلوا لمستوطنات أبعد من تلك المحيطة والقريبة من قطاع غزة.
استمرَّت الاشتباكات بين الجيش الإسرائيلي وبين المقاومين في عديد من المستوطنات وعلى رأسها مستوطنة سديروت. الرد الإسرائيلي على هذه العمليّة جاء من خلال شنّ سلاح الجو الإسرائيلي عشرات الغارات العشوائيّة على القطاع متسبّبة في مقتل عشرات المدنيين وتدمير البنية التحتية لمدن القطاع، ليصل حد فرض إغلاق شامل وقطع متعمد لكل الخدمات من ماء وكهرباء وغاز وهو ما هدَّد حياة أكثر من مليونَي فلسطيني يعيشُ داخل القطاع الذي يُعاني أصلًا من تبعات الحصار الخانق عليهم منذ ستة عشر عاماً.

## الضحايا
جميع الضحايا من المدنيين فضلًا عن كونهم من عائلة واحدة قضت بعد قصف الإحتلال الإسرائيلي الذي استهدف بنايتهم السكنية وجعلها ركام القائمة من رجال ونساء وأطفال وهم:
1. ماجدة ماجد أبو عودة.
2. أمجد ماجد أبو عودة.
3. إنشراح محمد أبو عودة.
4. صابرين طبازة ( ابنة اخت والد العائلة)
5. منال زياد أبو عودة.
6. أحمد أمجد أبو عودة.
7. محمد ماجد أبو عودة.
8. ماريا أمجد أبو عودة.
9. أمجاد ماجد أبو عودة.
10. صباح دياب أبو عودة.
11. ياسمين محمد أبو عودة.
12. ألين محمد أبو عودة.
13. ماجد امجد ابو عودة
14. ماجد محمد ابو عودة
15. غزل حسن ابو عبيد
16. محمد حسن اب  عبيد
17. خالد ماهر ابو عودة
18. ندى ماهر ابو عبيد
19. منة ماهر ابو عبيد
20. خالد فؤاد ابو عودة
21. اسامه فؤاد ابو عودة
22. عبادة محمد ابو عودة
23. نفين ابو عودة
24. نفين محمد ابو عودة
25. احمد عاطف ابو عودة
26. يوسف صلاح ابو عودة
27. محمد عزات ابو عودة
28. فجز زياد ابو عودة
29. وسام ابو عودة
30. دياب حسن ابو عودة
31. هيثم اكرم ابو عودة
32. هديل اكرم ابو عودة
33. مريم اكرم ابو عودة
34. رامي خميس ابو عودة
35. نعمة محمد ابو عودة

## أنظر أيضاُ
- عملية طوفان الأقصى#المجازر الإسرائيلية.
- قائمة الاعتداءات الإسرائيلية وضحايا الحرب على غزة.